# Carmen De Rue
Carmen De Rue, a menudo llamada «Baby» Carmen De Rue, y ocasionalmente como Freddy DeRue (Pueblo, Colorado, 6 de febrero de 1908-North Hollywood, Los Ángeles, 28 de septiembre de 1986), fue una actriz infantil y bailarina estadounidense que apareció en unas 200 películas de Hollywood en la década de 1910.

## Biografía
Carmen nació el 6 de febrero de 1908 en Pueblo, Colorado, hija de Eugene DeRue y Grace Butner. La familia se trasladó a Los Ángeles cuando ella era una niña, y pronto empezó a aparecer en películas de Hollywood. Su padre llegó a ser productor y director después de trabajar como reportero en Los Angeles Times.
Al llegar a la edad adulta, Carmen se retiró de la actuación en la pantalla, aunque trabajó como bailarina profesional durante un tiempo. En 1928 se casó con Harold Bjorgo, propietario de una tienda de comestibles de Eagle Rock. Ese matrimonio terminó en divorcio un año después. Más tarde se casó con Fred Schrott.
Murió en 1986 en el distrito angelino de North Hollywood (California, Estados Unidos), tras sufrir un ataque al corazón.

## Filmografía seleccionada
- The Squaw Man (1914)
- Going Straight (1916)
- A Sister of Six (1916)
- The Babes in the Woods (1917)
- The Girl with the Champagne Eyes (1918)
- Fan Fan (1918)